# Италмазов, Фархад
Фархад Италмазов (туркм. Farhad Italmazow; 19 апреля 1993, Туркменистан) — туркменский футболист, защитник клуба «Шагадам». Выступал за сборную Туркменистана.
Начал карьеру в 2012 году в клубе «Лебап». В дальнейшем играл за «Балкан», «Ахал» и «Энергетик». Сезон 2019 года провёл в стане «Небитчи», который ранее назывался «Балкан». С 2020 года представляет «Шагадам».
Победитель Кубка президента АФК 2013 года в составе «Балкан».
Выступал за молодёжные сборные Туркменистана, участник Кубков содружества 2012, 2013.
Дебютировал за основную сборную Туркменистана 20 мая 2014 года, на матче Кубка вызова против Лаоса (5:1).

## Достижения
- Обладатель Кубка Туркменистана: 2014